# 유기호 (1881년)
유기호(柳基浩, 1881년 ~ 1933년 12월 26일)는 일제강점기의 관료이며 조선총독부 중추원 참의도 지냈다. 본적은 강원도 홍천군이다.

## 생애
1903년에 관립한성일어학교에 입학하여 1907년에 졸업했다. 이듬해에 관립한성외국어학교 일어부 강사로 채용되었다.
한일 병합 조약이 체결 후에는 유생 단체인 대동사문회에서 활동하였고, 1921년에 중추원 참의로 발탁되었다. 유기호의 중추원 참의 발탁은 3·1 운동 후 유화책의 일환으로 중추원이 개편되면서 대동사문회 몫으로 배정된 것이었다.
조선총독부 관리도 겸직하여 1920년대와 1930년대에 걸쳐 강원도와 황해도, 경상북도, 평안남도 참여관을 차례로 지냈다. 평남 참여관이던 1932년을 기준으로 종5위에 서위되어 있었다.
2002년 발표된 친일파 708인 명단 중 중추원과 도 참여관 부문에 수록되었고, 2008년 민족문제연구소가 정리한 친일인명사전 수록예정자 명단 중 중추원과 관료 부문에 포함되었다. 2009년 친일반민족행위진상규명위원회가 발표한 친일반민족행위 705인 명단에도 포함되었다.

## 같이 보기
- 조선총독부 중추원

## 참고자료
- 유기호(柳基浩) - 국사편찬위원회